# Youth Lagoon
Youth Lagoon, de son vrai nom Trevor Powers, est un musicien américain né le 18 mars 1989 à Boise.
Il se produit de 2010 à 2016, puis relance son projet dès 2022.

## Biographie
Trevor Powers est né à San Diego en Californie mais a grandi à Boise dans l'Idaho. Il joue sous le nom de Youth Lagoon depuis 2010. Son premier album The Year of Hibernation est publié par le label Fat Possum Records le 27 septembre 2011. Son deuxième album sort le 5 mars 2013 et est intitulé Wondrous Bughouse. Toujours sur le même label, Savage Hills Ballroom est sorti le 25 septembre 2015.
Le 1er février 2016, Trevor Powers annonce via Twitter la fin du projet de Youth Lagoon considérant « qu'il n'y a plus rien à dire à travers Youth Lagoon » mais qu'il assurera néanmoins le reste de la tournée prévue cette année. Il ajoutera plus tard à sa décision d'arrêter Youth Lagoon « J'avais l'impression d'être pris au dépourvu, a-t-il déclaré dans un communiqué, même si c'était ma musique, je me suis perdu. À bien des égards, je me suis perdu ».
Le 2 mai 2018, Trevor Powers publie un nouveau single et un clip vidéo intitulés Playwright. Il se produit dorénavant sous son propre nom.
Après deux disques sortis sous son propre nom, décrits comme des « bandes expérimentales », Mulberry Violence en 2018 et Capricorn en 2020, Trevor Powers relance le projet qu'il a abandonné en 2016. La relance du projet est intervenue après qu'une réaction médicamenteuse a causé huit mois de dommages à son larynx et ses cordes vocales, faisant temporairement taire sa voix. « Je n'étais pas sûr de pouvoir à nouveau parler, encore moins chanter, tout cela semblait symbolique d'une certaine manière…. J'avais avalé la peur toute ma vie et maintenant ça revenait ».